# Квінз-гауз

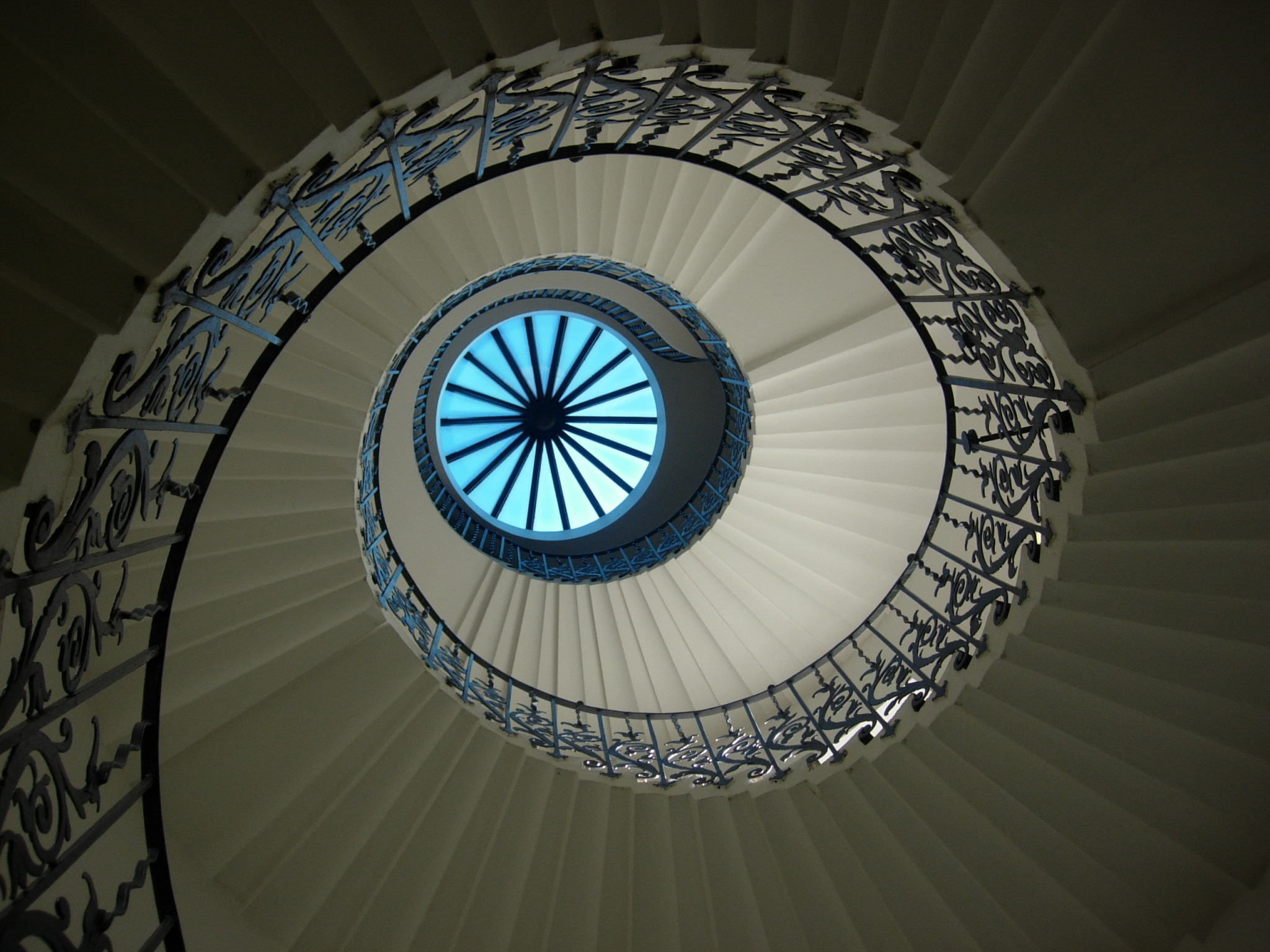
Сходи-тюльпан (1635).

Квінз-гауз (англ. Queen's House, що перекладається як «будинок королеви») — невелика двоповерхова будівля з мінімальним декором, побудована для королеви Анни Данської в 1614-17 рр. у Гринвічі за проєктом архітектора Ініго Джонса. Вона входила до комплексу королівського палацу часів Генріха VIII, на місці якого Крістофер Рен згодом вибудував Королівський морський госпіталь (нині Національний морський музей).
Квінз-гауз — наріжний камінь британської архітектурної традиції і перший на півночі Європи приклад палладіанського стилю. При проєктуванні будівлі Джонс, ймовірно, взорувався на віллі Медічі в Поджо-а-Каяно. З вікон палацу відкривається вид на Темзу. Разом з навколишніми будівлями Рена Квінз-гауз із 1997 року перебуває під охороною ЮНЕСКО як пам'ятник усесвітньої спадщини.
Свого остаточного вигляду Квінз-гауз набув після того, як у 1635 році Джонс перебудував його для нової королеви Генрієтти Марії. Вже через сім років спалахнула перша Громадянська війна, і королева втекла з Англії. Плафони, виконані для палацу італійцем Ораціо Джентілескі, збереглися і були згодом перевезені в Мальборо-гаус в центрі Лондона. Решта палацових інтер'єрів в основному втрачені.
У XVIII-XIX століттях Квінз-гауз використовувався для потреб Адміралтейства, зокрема, тут розміщувався військово-морський коледж. У 1807 р. палац був сполучений з низькими колонадами. Ретельна реставрація Квінз-гаузу була здійснена в 1986-99 рр.. На лузі перед ним під час Олімпіади 2012 року пройшли змагання з кінних видів спорту.

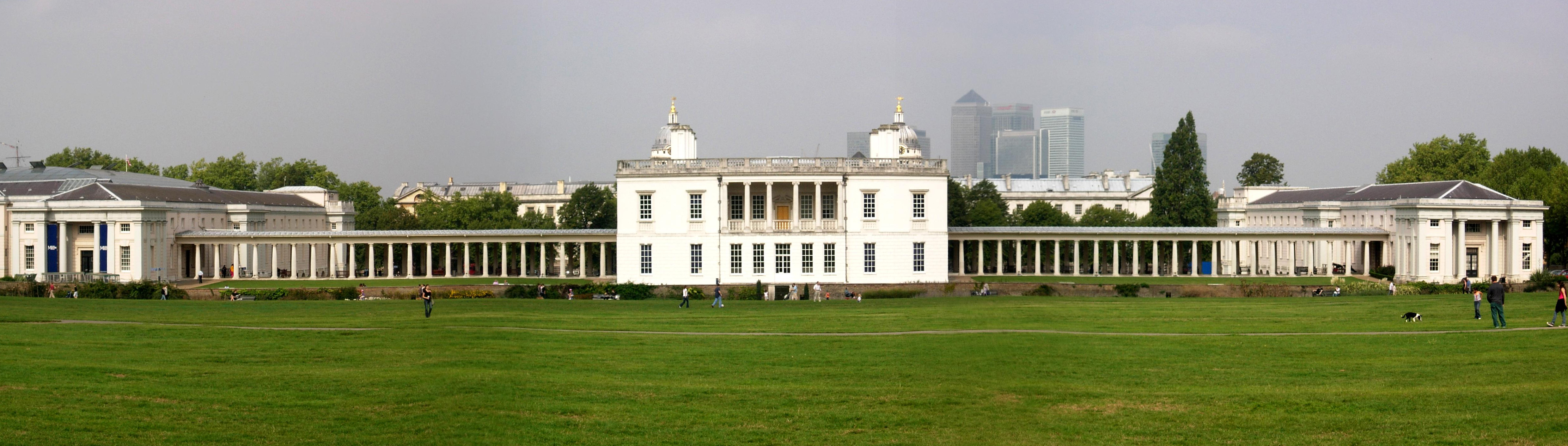
Палац королеви в оточенні колонад регентського періоду